# Nevisiano-americani
Con il termine nevisiano-americani (ingl. Nevisian-Americans) si designano i cittadini degli Stati Uniti d'America di origine nevisiana. Il loro numero è stato stimato nel 2010 a 6.368.

## Principali comunità nevisiane
- New York, Stato di New York
- Delaware